# Frontrunning
Das Frontrunning ist ein Anglizismus, der im Börsenhandel das Ausnutzen des vertraulichen Wissens um die Handelsstrategie des Auftraggebers (vor der Durchführung der in Auftrag gegebenen Wertpapierorder) durch den Vertreter des ausführenden Instituts zum eigenen Vorteil bezeichnet.
Beispielsweise führt eine große Kauf-Order auf engen Märkten zu einem überproportionalen Preisanstieg des betroffenen Werts. In diesem Wissen kann ein Börsenmakler vor einem solchen großen Kaufauftrag zuerst für das Eigenhandelskonto Werte kaufen, um vom Preisanstieg der nachfolgenden Order zu profitieren (und steigert so bereits den Preis zu Ungunsten des Mandanten). Wird der private Auftrag zeitgleich erteilt, spricht man vom Spezialfall des Parallel Running.
Nutzt man das Frontrunning im Zusammenhang mit Zeitunterschieden von Bruchteilen einer Millisekunde, z. B. durch besonders nahe Platzierung von Handelsrechnern neben den Börsenrechnern oder andere technische Eingriffe, so spricht man von Hochfrequenzhandel, einem Vorgang, der durch ein 2014 erschienenes Buch von Michael Lewis eine breite Diskussion in der internationalen Öffentlichkeit hervorrief.

## Rechtliche Beurteilung
Bei Frontrunning handelt sich in den meisten Ländern um eine illegale Handelspraxis.
In Deutschland stellt es einen Verstoß gegen die Wohlverhaltenspflichten des § 63 Abs. 2 WpHG („Vermeidung von Interessenskonflikten“) dar und kann nach § 120 Abs. 8 Nr. 27 in Verbindung mit Abs. 20 WpHG mit einer Geldbuße von bis zu 5 Millionen Euro oder 10 Prozent des Gesamtumsatzes des Unternehmens belegt werden. In der 2004 neu gefassten Bestimmung wurde klargestellt, dass das Durchführen von Eigenaufträgen unter Ausnutzen der Kenntnis bereits erteilter Kundenaufträge (sprich Frontrunning) das Verwerten einer Insiderinformation ist und folglich zu den strafbewehrten Insidergeschäften nach §§ 12 bis 14 WpHG a.F. zählt. Die relevanten Vorschriften ergeben sich seit 2016 aus der Marktmissbrauchsverordnung.
In der Schweiz verletzt das Frontrunning die in Art. 11 Abs. 1 lit. c Börsengesetz festgesetzte Treuepflicht des Effektenhändlers. Das Verbot des Frontrunning ist explizit verankert in Art. 12 der Verhaltensregeln für Effektenhändler der Schweizerischen Bankiervereinigung 2008 (Soft Law).

## Weitere Formen der Börsenmanipulation
- Insiderhandel
- Churning
- Scalping